# FK Hoverla Uzshorod
A Hoverla Uzshorod (ukrán betűkkel Футбольний клуб Говерла Ужгород, magyar átírásban: Futbolnij Klub Hoverla Uzshorod) ukrán labdarúgócsapat, székhelye Ungvárott található. A csapat jelenlegi nevét az Északkeleti-Kárpátok és egyúttal Ukrajna legmagasabb csúcsáról, a Hoverláról kapta, legnagyobb sikereit a második világháború előtti és utáni években aratta, amikor kétszeres szlovák és háromszoros ukrán bajnok lett, és egyszer megnyerte az ukrán labdarúgókupát is. A csapat 2001-ben debütált az ukrán élvonalban, azonban a korábbiakhoz hasonló kiemelkedő teljesítményt még nem ért el. A 2015–2016-os szezon után kitiltották az élvonalból, amelyet követően a csapat megszűnt.

## Korábbi nevek
- / 1925–1939: SK Rusj Užhorod
- 1939–1945: SK Rusj Ungvár
- 1946–1960: Szpartak Uzsgorod
- 1961–1970: Verhovina Uzsgorod
- 1971–1981: Goverla Uzsgorod
- / 1982–1991: Zakarpatyje Uzsgorod
- 1991–1997: Zakarpattya Uzshorod
- 1997–1998: Verhovina
- 1998–2011: Zakarpattya
- 2011–2012: Hoverla-Zakarpattya
- 2012–2016: Hoverla Uzshorod

## Története
Az angol típusú labdarúgást Ungvárott még az Osztrák–Magyar Monarchia idején, 1893-ban kezdték el játszani a gimnáziumi felső osztályos tanulók. Edzőik Medreczki István és Schirger Ferenc tanárok voltak. Az első hivatalos mérkőzést 1901. augusztus 15-én bonyolították le a BAK és a városban nyaraló budapesti egyetemistákkal megerősített ungvári diák-válogatott részvételével. A meccs, amelyen az ungvári Majzels Hugó bíráskodott, sajnos akkor a vendégek 3:0-s győzelmével zárult, de ugyanakkor ez a dátum futballtörténelmi jelentősége miatt lett a Kárpátaljai Labdarúgó-szövetség megalakulásának napja. A BAK csapatában olyan hírességek is játszottak, mint a magyar válogatott tagja Grósz József és Vincze Károly. Még augusztus végén sor került az ungváriak és az akkor még Magyarország részét képező Kassa és Eperjes városok válogatott csapatának a mérkőzésére is, amely alkalommal a hazaiak elérték a történelmük első, 4:1-es arányú győzelmüket. Ezt követően a játék gyorsan elterjedt az Ungvár melletti Szobráncon és Nagybereznán, majd Munkácson, Beregszászban, Nagyszőlősön, Huszton és néhány más vidéki városban. Hivatalosan az első csapat 1902 nyarán alakult meg, amikor is létrehozták az Ungvári Labdarúgók Egyesületét. Annak elnöke Tihler Sándor ügyvéd, míg a titkára Gulovics Tivadar gimnáziumi tanár, a csapatkapitány pedig Csűrös Ferenc tanár volt. Az egyesület csapata is megmérkőzött az említett felvidéki válogatott csapattal és ugyancsak 4:1-re nyert. Volt még nyáron egy meccsük a Kisvárda csapatával is, amelyen 5:0-ra győztek az ungváriak.
A vidék sportéletében fontosnak mérföldkőnek számított az 1906. év, amikor hivatalosan létrehozták az első kárpátaljai sportegyesületet, az UAC-ot, amely 1910-től a futballt is felkarolta és 1911-ben már be is jelentkezett a magyarországi vidéki bajnokság északi kerületébe. Az Ungvári AC indulásával jelezte, hogy a futball Kárpátaljára is megérkezett. 1907-ben megalakult a Nagyszőlősi Sport Egyesület (NSE) is. Érdekesség, hogy az NSE keretében a sport mellett különféle kulturális tevékenységet is folytattak, illetve tánc-, ének- és színjátszó köröket működtettek. Az I. világháború előtt még bejegyezték az UGK-t (Ungvári Gimnasztikai Klub), majd hosszú szünet következett. A legnagyobb sikert a klubok között az UAC érte el 1914-ben, amikor Magyarország NB II. Osztályának Északi és Észak‐keleti Csoportja bajnokaként legyőzte a Dél‐magyarországi Csoport első helyezettjét - a NAK‐ot (Nagyváradi Atlétikai Klub), az NB I-es labdarúgó‐bajnokságba való bejutásért vívott csatában. Az első osztályba azonban mégsem juthatott be az időközben kitört háború miatt.
1919. szeptember 10-én Kárpátalja a Saint-germaini békeszerződés értelmében az újonnan megalakult Csehszlovák Köztársaság fennhatósága alá került Podkarpatska Rusz néven. A prágai kormány egyik első intézkedéseként az országban található valamennyi sportklubnak és egyesületnek újra kellett regisztráltatnia magát, a labdarúgó csapatokat pedig adminisztratív és nemzetiségi alapelvek figyelembe vételével kettéosztották. Ennek értelmében 1920-ban Pozsonyban megalakult a cseh‐ és szlovák nemzetiségű labdarúgókból álló csapatok Szlovák Labdarúgó Kerülete, valamint a Kárpátaljai Labdarúgó Kerület Ungvár központtal, amelybe főleg a magyar és ruszin nemzetiségű játékosokból álló csapatok csoportosultak. Csehszlovákia nyugati részén pedig Prága központtal létrehozták a német nemzetiségű labdarúgók kerületét. A kárpátaljai kerületet tovább bontották nyugati és keleti csoportra. Ezek a kerületek önállóan működtek a Csehszlovák labdarúgó-szövetség által jóváhagyott alapszabályok figyelembe vételével. A kötelezővé tett nyilvántartásba vétel és a fizetendő magas díjak miatt a részt vevő labdarúgók és csapatok száma hirtelen csökkent, illetve csak a húszas évek közepén kezdtek újra alakulni új klubok és labdarúgócsapatok. Az 1922. augusztus 28-án felállított kárpátaljai kerület tagegyesületei a következők voltak: Ungvári AC (UAC), Ungvári TK (UTK), Ungvári MTE (UMTE), Beregszászi Törekvés, Csapi AC, Nagyszőlősi TK, Nagyszőlősi SE, Rahói SC, Aknaszlatinai AC és a Királyházai FC. Ez a kör később bővült másokkal, beleértve az SK Rusj Užhorod (magyar nevén SK Rusj Ungvár) sportklubot is, amelyet 1925. augusztus 15-én hozták létre és amelynek a labdarúgócsapata az első mérkőzését 1926. június 4-én vívta a szintén ungvári CsSK csapatával. Akkor a mérkőzés eredménye 0:2 volt az ellenfél javára.
Az 1938-ig terjedő időszakban tizennyolc alkalommal rendeztek kárpátaljai bajnokságot, ebből tizenhétszer külön csoportokban nemzetiségi alapon, és csak egyszer fordult elő 1926-ban, hogy az úgynevezett „ligabajnokság” keretében derült ki, hogy melyik csapat a legerősebb a szláv és a magyar nemzetiségű csapatok közül. Ezt a versenyt akkor az UTK nyerte és a következő idényben részt vehetett a szlovák bajnokságban. 1921-től kezdődően Kárpátalja labdarúgó‐bajnoki címét a következő csapatok nyerték el: a szláv csapatok között - az Ungvári CsSK (8 ), az Ungvári SK Rusj (6), a Munkácsi Slovan SK és a Huszti SK Rusj (2-2 alkalommal); a magyar csapatok között - az Ungvári UTK (6), az ungvári UAC és UMTE, illetve a Munkácsi MSE (3-3), a Palánki Szpartakusz, a Huszti SE és a Királyhelmeci SC (1-1 alkalommal). Mindazonáltal a csehszlovák érában a legjobb kárpátaljai csapatnak az Ungvári SK Rusj-t tekintették, mivel a hat kerületi bajnoki cím mellett 1929-1934 között 6-szor győzött a kelet-szlovákiai bajnokságban, ötször volt döntőse (1929, 1930, 1931, 1932, 1935) és kétszer bajnoka (1933, 1936) az országos szlovák bajnokságnak. Ez Kárpátalja egyetlen csapata volt, amely az 1936/1937-es idényben kijutott a csehszlovák profiligába.
A múlt század első harmadában több kárpátaljai játékost meghívtak a nemzeti válogatott csapatokba. Így, többek között dr. Pesovnik László a magyar, Silinger Sámuel pedig a csehszlovák nemzeti együttesben szerepelt. Dr. Pesovnik az UAC csapatában kezdte pályafutását, majd a budapesti BEAC-ban és a Szombathelyi Sabária SC-ben játszott eredményesen. Silinger viszont az UTK-ban kezdett futballozni, és amikor felvételt nyert a Prágai Egyetemre, akkor megkereste őt a helyi Deutschen Fussballen Club (DFC), amelyben hat évet játszott a német nemzetiségű labdarúgókból álló csapatok bajnokságában. A csehszlovák profiligában más labdarúgók is szerepeltek, akik öregbítették Kárpátalja hírnevét a világban. Így többek között Boksay Sándor is, aki az Ungvár melletti Nagyláz faluban született és a Prágai Slavia SK-ban váltotta a világhírű František Pláničkát. (Planicka az 1934-es világbajnokságon ezüstérmet szerző csehszlovák válogatott csapatkapitánya volt és abban az időszakban a földkerekség egyik legjobb kapusának számított. A csehszlovákok az 1962-es chilei világbajnokság döntőjébe is bejutottak, de akkor nem tudtak felülkerekedni az aranyérmet megszerző brazilok fölött, és „csak” a második helyezést érték el. Boksay, aki kiváló védése miatt megérdemelten a „gumikapus” találó becenevet kapta, az Ungvári SK Rusj-nál töltött sikeres évei után, 1937-ben szerződött a prágai sztárcsapathoz. A Slavia SK a harmincas években négyszer lett országos bajnok, kétszer megnyerte Csehszlovákia Kupáját és 1938-ban az akkoriban a kontinensen a legrangosabb Közép-Európai (Mitropa) Kupát is. Hatéves külföldi szereplése után befejezte az aktív pályafutását és edzői pályára lépett: dolgozott különféle cseh‐ és morva-i kluboknál, majd 1949-ben egyedülálló módon a csehszlovákiai labdarúgó‐válogatott csapatának szövetségi kapitánya lett. Az 1937. szeptember 19-én, Budapesten esedékes magyar‐csehszlovák mérkőzés előkészítéseként Boksay Sándort is jelölték a csehszlovák válogatottba, de a szerepeltetése ismeretlen ok miatt elmaradt. A magyar válogatott ezen a meccsen szenzációs, 8:3-as győzelmet aratott, ebből 7 gólt Sárosi György lőtt a hírek szerint akkor gyengélkedő Planicka kapujába. Ez az egy zsáknyi gól azóta is rekordnak számít a magyar labdarúgás történelmében az egy meccsen egy személy által elért találatok tekintetében.) A csehszlovák profiligában futballozó kárpátaljai kiválóságok felsorolásakor mindenképpen említést érdemel Dr. Kalocsay Géza, aki pályafutását a szülővárosában, Beregszászban kezdte. Onnan 1932-ben, alig 19 évesen átkerült a kontinens akkori egyik legjobb csapatához, a Prágai Sparta AC-hez. Háromszor játszott a csehszlovák válogatottban és a csapat tagjaként részt vett az 1934-es olaszországi világbajnokságon is. Így ő volt az első magyar származású labdarúgó, aki világbajnoki ezüstérmet szerzett annak ellenére, hogy a döntőben végül is nem lépett pályára. Dr. Kalocsai 1937-től két évet Franciaországban, az Olympique Lille-nél játszott, bekerült a francia liga-válogatottba, majd 26 évesen visszatért Magyarországra és 1943-ig a budapesti klubokban - Kispest, Ferencváros, Újpest - futballozott. Ebben az időszakban a magyar válogatott tagja is volt két alkalommal, s ezáltal egy másik egyedülálló csúcsot állított fel: ő volt az első magyar labdarúgó, aki más országok válogatott csapatában is szerepelt. Később sikeres edzőként dolgozhatott számos budapesti és más magyarországi, illetve külföldi klubnál. De a legnagyobb megtiszteltetés akkor érte, amikor 1949-1950-ben másodedzőként Sebes Gusztáv segítője lehetett a magyar nemzeti válogatottnál.
1938-ban a politikai helyzet a régióban megváltozott. Ennek hatásaként 1939. március 15. és 1944. október 23. között Kárpátalja a meghozott első és második bécsi döntések értelmében ismét Magyarország fennhatósága alá került, míg 1944. október 24.-november 25. között újra a cseheké lett. Utána 1944. november 26-tól Kárpátontúli Ukrajna lett a neve egészen 1945. június 29-ig, amikor is a területet a Szovjetunióhoz csatolták, az Ukrán Szovjet Szocialista Köztársaság (USZSZK) Kárpátontúli megyéjeként. Ily módon a kárpátaljai csapatok 1939 nyarától kezdődően újra a Magyar labdarúgó-bajnokságban indulhattak: az SK Rusj az UAC-cal, a Munkácsi SE-vel és a Beregszászi FTC-vel közösen a nemzeti bajnokság 2. osztályának Felvidéki csoportjában kaptak helyet, az Ungvári KMSC és a Csapi SE a Keleti Alszövetség Felvidéki csoportjában (3. osztály), míg a többi csapat a Keleti Alszövetség Kárpátaljai alosztályában (4. osztály) szerepelhetett abban a szezonban. Az SK Rusj akkor a megszerzett 36 ponttal a 6. helyen végzett és a következő években folytatta a küzdelmeket az NB II-ben. A többi kárpátaljai csapat azonban rosszul szerepelt és az 1940/1941-es idényben az alacsonyabb csoportokban folytatta. Az UAC később feltornázta magát az NB III. Felvidéki csoportja 2. helyére, majd bejutva az NB II. Rákóczi-csoportjába előbb a második, az 1943/1944-es szezonban pedig az 1. helyen végzett. Akkor az SK Rusj a megszerzett 28 pontjával a negyedik lett. Ennek köszönhetően az UAC az 1944/1945-ős idényben kijutott a Magyar nemzeti labdarúgó-bajnokság I. osztályába, amely számára a háborús események miatt a 3. forduló után megszakadt, illetve hadi-bajnokság nevén szerepelt tovább, amelyben csak 12 budapesti csapat vett részt. Ekkor az UAC három vereséggel, 3:13-as gólaránnyal a tabella utolsó helyén állt, és valószínű, hogy ha végig megy a bajnokság, akkor szintén valahol a végén végeznek. Ezzel együtt az UAC és az SK Rusj játékerejével kapcsolatban meg kell jegyezni, hogy játékosállományukat tekintve lényegében ugyanezek a csapatok a negyvenes évek második felében leiskolázták a Szovjetunió elit csapatait. Ezek a klubok, illetve a csapatjaik ugyanis 1945-ben beszüntették tevékenységüket és azok bázisán, illetve az SK Rusj jogutódjaként létrehozták az Ungvári Szpartak labdarúgócsapatot, amely 1946-ban elindult az ukrán bajnokságban.
1945. augusztus 23.–szeptember 6. közötti időszakban Kijevben megrendezésre került az első, háború utáni Szpartakiád. Kárpátalja most már az USZSZK legfiatalabb megyéjeként több mint száz
sportolóval képviseltette magát ezen az országos sportviadalon. Fölég a fent említett csapatok játékosaiból álló kárpátaljai labdarúgó-válogatott tarolt, és 58:5‐ös gólkülönbséggel az első helyen végzett. A győztes csapat tagjai a következők voltak: Krajnyanica Péter - delegációvezető, Krízs József - edző, Hrabcsák Gyula, Mihalina Mihály, Bogdán György, Buncsek Rudolf, Pap László, Hajlik László, Uram Mihály, Mózer György - edző, Bogdán János, Miskó Mihály, Krecskó Mihály, Fábián János és Polácsek Pál. A kárpátaljai válogatott a legnagyobb arányú győzelmeket a Volhiniai (jelenleg: Volinyi) megye (19:0), a Tarnopoli megye (10:0), a Drohobicsi megye (9:0) és a Stanislau‐i (jelenleg: Ivano‐Frankivszjki) megye (8:3) ellen aratta. Az elért eredmények kiértékelésére 1945. október 28-án, a szovjethatalom első évfordulóján Ungvárra érkezett az Országos Testnevelési és Sportbizottság akkori elnöke M.F. Buncsuk, aki igencsak elismerően szólt a győztes csapat teljesítményeiről és komolyan érdeklődött a kimagasló játékot bemutató labdarúgók felkészítési, edzési módszerei iránt. Az ehhez hasonló felsőbb szintű látogatások az elkövetkező néhány évben szinte szokványosak lettek. Ugyanis az újonnan létrehozott Szpartak 1946-ban jelentős fölénnyel megnyerte Ukrajna másodosztályú labdarúgó mestercsapatainak első bajnokságát. A verseny során olyan ellenfeleket győzött le, mint a Kijevi SZKA (3:1), a Harkovi HTZ (5:1) és a Zaporozsjei Metalurg (7:1) csapatát. A bajnokság során a maximális 28 pontból 27-et megszerzett, a gólarány pedig elképesztő volt (77:14). Az ukrán bajnokságot 1946-ban megnyerő Ungvári Szpartak összetétele a következő volt: Végh Bertalan - edző, Bokotej Sándor, Tóth Dezső, Bilovári József, Rákóczi Géza, Láver György, Fábián János, Zádor Sándor, Mihalina Mihály, Ajhert Rudolf, Hajlik László, Oláh Károly, Fijálkó György és Teszár (Temesi) Géza.
Ebben az időszakban az első osztályban jellemző volt a belügyi és a katonai csapatok közötti nagy rivalizálás, amelyből a Kijevi Dinamó is ki akarta venni a részét. De a korszak első számú csapata, a Moszkvai CDKA olyan kiemelkedő játékosokkal rendelkezett, mint például Vszevolod Bobrov, aki öt év alatt 79 meccsen 82 gólt szerzett, valamint Grigorij Fedotov ezredes, aki 1938-1949 között 155 mérkőzésen 124 gólt lőtt csapata színeiben. A csapatnak az arany korszaka 1946-1951 között volt, amikor ötször sikerült első helyen végeznie a fővárosi Dinamó előtt. De a Moszkvai Dinamó így sem szégyenkezhetett, mivel olyan klasszisjátékosokkal rendelkezett, mint Alekszej Homics (a XX. század egyik legjobb kapusa, a „tigris”, aki a világhírű Lev Jasin elődje volt), Konsztantin Beszkov, Vladimír Ilyjin, Nyikita Szimonján vagy Szergej Szolovjov, aki egyedül az 1948. évi országos bajnokságban 25 gólt szerzett. A Moszkvai Dinamó 1940-ben 8:5-re győzte le a kijevi klubtársát, 1945-ben 17 mérkőzésen keresztül veretlen volt, míg 1949-ben a bajnokságban 104 gólt rúgott és csak 30-at kapott, s ezzel a gólkülönbséggel felállította saját rekordját (+ 74).
A Kijevi Dinamó vezetése megvizsgálva az ellenfelei kimagasló eredményeinek okait 1948-ban elhatározta, hogy hozzákezd a csapat fiatalításához, mégpedig a kárpátaljai labdarúgás bázisán. A fővárosi vezetők meghívására Ungvárról elsőként Láver György és Fábián János igazolt át a Kijevi Dinamóba 1948 nyarán, majd ősszel követték őket Gazsó László, Godnicsák László, ifj. Györffy Zoltán, Juszt Ernő, Komán Mihály, Mihalina Mihály, Szengetovszkij Zoltán és Tóth Dezső (a csoporthoz később csatlakozott a munkácsi Popovics Tibor is). (A zömében fiatal kárpátaljai tehetségekből álló Kijevi Dinamó felkészítése annyira jól sikerült, hogy a szovjet tartalékcsapatok közötti, 1949-ben első alkalommal megrendezett országos bajnokságon kis-aranyérmeket szerzett. Ennek eredményeként többen közülük bekerültek a nagy csapatba és 1950-1951-ben már az 1. osztályú szovjet bajnokságokban vettek részt. A megfiatalodott kijevi együttesnek az erőfeszítései viszont csak a következő, 1952. évben értek be. Az első helyen ugyan a Moszkvai Szpartak végzett, de az átszervezett Kijevi Dinamó abban az évben, maga mögé utasítva a moszkvai, tbiliszi és leningrádi Dinamót, valamint a moszkvai CDSZA és Torpedó csapatát elérte első országos sikerét, amikor készülve a 25. évfordulójára, történelmében másodszor ezüstérmet szerzett a szovjet bajnokságban. A Moszkvai Szpartakban olyan hírességek játszottak, mint Igor Nyetto és Szergej Szalynikov, akik többek között Lev Jasinnal és Vszevolod Bobrovval együtt az ország 33 legjobb játékosai közé tartoztak. A Kijevi Dinamó akkori csapatkapitányát Mihalina Mihályt és csapattársát Juszt Ernőt - a kárpátaljai futballisták közül elsőként - 1952-ben szintén felvették erre a listára. A Kijevi Dinamó ukrán klubként, először a szovjet labdarúgás történetében 1954 októberében megnyerte a Szovjetunió labdarúgókupáját.)
Az Ungvári Szpartakot az összetételét tekintve továbbra is nagyon erősnek tekintették szerte az országban. A Kijevi Dinamóból fokozatosan visszatértek a csapatba Fábián János, Gazsó László, ifj. Györffy Zoltán, Láver György, Szengetovszkij Zoltán és Tóth Dezső. (Godnicsák László sajnos komoly sérülése miatt nem folytathatta az aktív pályafutását, de a labdarúgással nem szakított, mert társadalmi munkában több mint húsz éven keresztül szervezte az ifjúsági sportot Munkácson, és edzőként is dolgozott.) A többi kárpátaljai klasszis folytatta a futballkarrierjét a fővárosban. Ennek ellenére a Szpartak 1950-ben és 1953-ban szintén ukrán bajnok lett úgy, hogy közben 1950-ben az Ukrán labdarúgókupát is megnyerte. Az Ungvári Szpartak pedig sztahanovista módon tovább állította elő a jobbnál jobb fiatal tehetségeket. Így, ezekben az években több szovjet és ukrán klub megkereste Brenyó Zoltánt (Szpartak Moszkva), Keszler Ernőt (SZKA Lvov) és Vanzel Ferencet (Sahtyor Donyeck), akik a felajánlott lehetőségeket kihasználva az első és másodosztályú bajnokságokban játszottak, és több éves sikeres szereplésük után megkapták a „Szovjet sportmester” címet.
Ugyanakkor a Szpartakban maradt tapasztalt játékosok mellé jöttek újabb tehetséges fiatalok: az ungvári Havasi András, Dikovec János és Szabó József, a beregszászi Szekecs István, a beregszentmiklósi Turjancsik Vaszil és valamivel később a dávidfalvai Medvigy Ferenc, akik mindannyian a későbbiekben a Dinamo Kijev játékosai lettek. Ők a második nagy „kivándorlási hullámhoz” tartoztak, s több mint tíz év után követték az 1948-as klasszisokat. (Később néhányan közülük visszatértek Ungvárra, majd Dikovec és Szekecs más mestercsapatokhoz – Karpati Lvov, Sahtyor Donyeck, Odesszai SZKA, Moszkvai CSZKA - szerződtek, ahol megkapták а „Szovjet sportmester” megtisztelő címet. Havasi András kiváló kapus - aki csatárként is játszott, sőt gólkirály is volt - az Ungvári Szpartakban folytatta pályafutását, 1995-2006 között a Kárpátaljai Labdarúgó-szövetség elnöki posztját töltötte be, 2006-tól pedig a szövetség elnök-helyettese.
Időközben a már háromszoros bajnok-mestercsapat 1972-ben ezüstérmes lett a Szovjet labdarúgó-bajnokság Ukrán csoportjában, az ország függetlenségének elnyerése után pedig háromszor nyerte el az elsőbbséget Ukrajna 2. osztályú bajnokságában (2003/2004, 2008/2009, 2011/2012) és egyszer - a harmadik osztályban (1998/1999).
A második világháború befejezése után eltelt hatvannyolc év alatt Kárpátalja több mint száz olyan labdarúgót adott az országnak, akik évtizedekig sikeresen szerepeltek az első- és második osztályú bajnokságokban, majd 1971-től a felső ligában is. Az onnan származó hét érdemes sportmester közül négynek, – Mihalina Mihálynak, Szabó Józsefnek, Turjancsik Vaszilnak és Reskó Istvánnak, - illetve a
nemzetközi sportmesterek közül Medvigy Ferencnek a kormány által adományozott magas sportkitüntetésekhez vezető útja az Ungvári Szpartakból a Kijevi Dinamón keresztül vezetett.

## Híres játékosok
| Szovjetunió - Beca József - / Ivan Mihajlovics Gecko - Komán Mihály - Medvigy Ferenc - Mihalina Mihály - Paszuljkó Viktor - Ploszkina Vladimir - Szabó József - Turjancsik Vaszil - Fábián János - Láver György - Gereg Iván - Juszt Ernő | Ukrajna - Mihalik Tarasz - Maruscsák Marián - Motuz Szerhij - Krasznopjorov Oleh - Kopolovec Mihajlo - Golajdo Denisz - Piscsur Olekszándr - Platon Ruszlán - Radcsenko Olekszándr - Szljuszár Valentin - Hudzsámov Rusztán - Cseberjácsko Jevhen - Kobin Vaszil | Légiósok - Gomesz Ruben - Leandro - Lasa Dzsakobia - Serghei Alexeev - Eddi Lord Dombraje - Szendlej Bito - Trisovics Alekszándár - Rajcsevics Mirko - Jaszuhiro Kato |